# Ann Pettifor

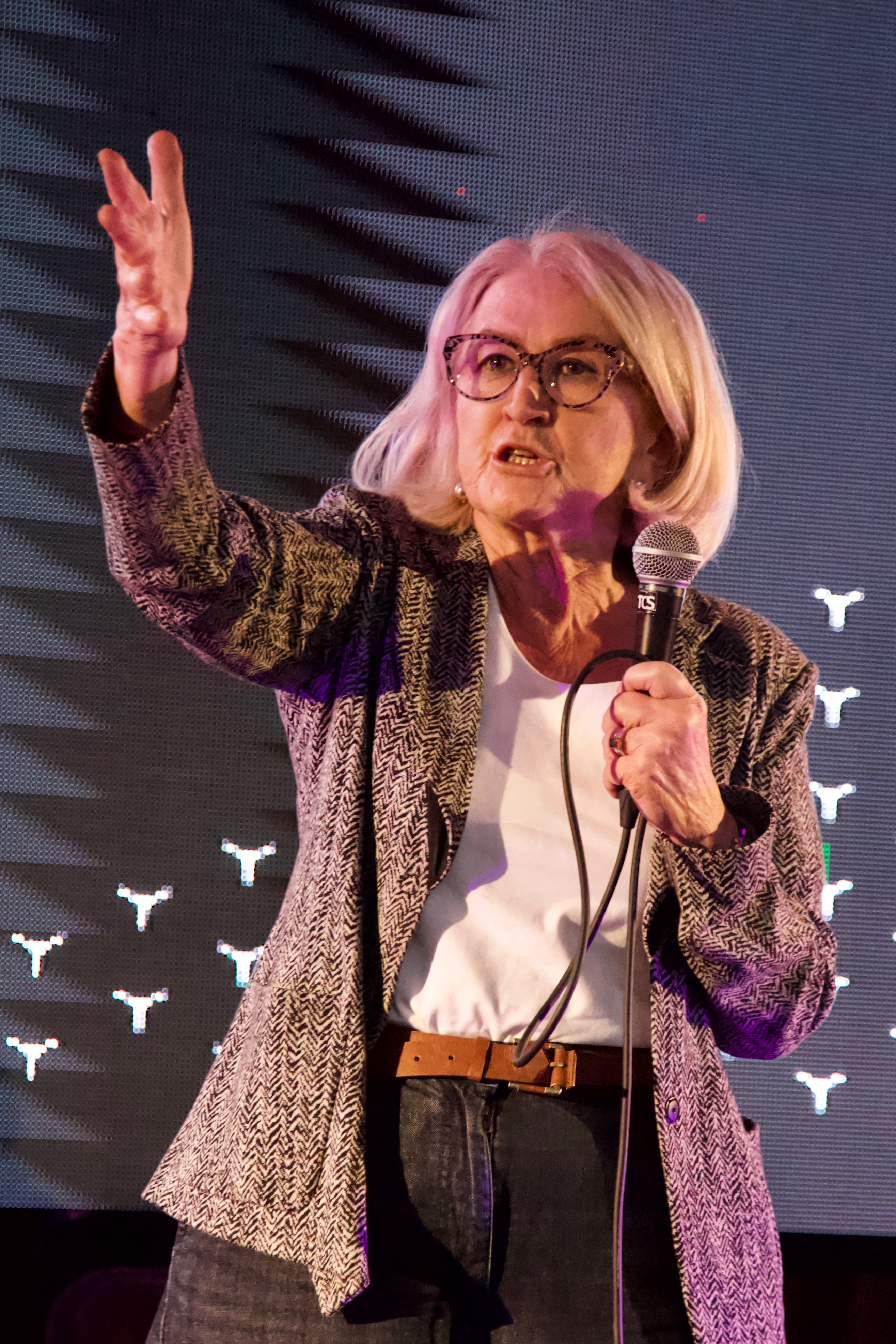
Ann Pettifor, 2018.

Ann Pettifor, född 1947 i Sydafrika, är en brittisk ekonom. Hon är direktör för Policy Research in Macroeconomics (PRIME, svenska: "politisk forskning i makroekonomi"), ett nätverk som forskar om makroekonomi för att finna en ekonomisk modell som är hållbar. Hon är känd för att ha förutsett och varnat för det globala finanssystemets kollaps 2008.

## Biografi
Pettifor växte upp i Sydafrika och studerade politik och ekonomi vid University of the Witwatersrand i Johannesburg. På 1970-talet flyttade hon till London och blev konsult för Inner London Education Authority och senare rådgivare åt Ken Livingstone ledare för Greater London council. På 1990-talet var hon ekonomisk rådgivare åt handelsminister Margaret Beckett och engagerade sig i Jubel 2000. Vid G8:s toppmöte i Köln beslutades om skuldavskrivning på 100 miljarder dollar åt de 18 fattigaste länderna. Under 2000-talet har Pettifor varit direktör i New Economics Foundations avdelning för forskning om utvecklingsländernas program för skuldavskrivning. Hon vann respekt hos finansindustrins experter för att ha förutspått den globala bank- och finanskrisen 2007-2008.
Pettifor förordar Herman Dalys jämviktsekonomi och cirkulär ekonomi för att klara de Globala målen.